# Melicoccus aymardii
Melicoccus aymardii är en kinesträdsväxtart som beskrevs av Acev.-rodr.. Melicoccus aymardii ingår i släktet Melicoccus och familjen kinesträdsväxter. Inga underarter finns listade i Catalogue of Life.